# حمولة صافية مسجلة
الحمولة الصافية المسجلة (NRT ، nrt ، nrt) هي سعة حمولة السفينة المعبر عنها بـ "الأطنان المسجلة"، واحدة منها تساوي حجم 100 قدم مكعب (2.83 م3). يتم حسابها عن طريق طرح المساحات التي لا تدر إيرادات، أي المساحات غير المتوفرة لنقل البضائع، على سبيل المثال غرف المحركات وخزانات الوقود ومساحات الطاقم، من إجمالي الحمولة الإجمالية المسجلة للسفينة. وبالتالي يتم استخدام الحمولة الصافية في الحالات التي تكون فيها قدرة كسب السفينة مهمة، وليس مجرد حجمها. الحمولة الصافية المسجلة ليست مقياسًا لوزن السفينة أو حمولتها، ويجب عدم الخلط بينها وبين مصطلحات مثل الحمولة النافعة أو النزوح.
تم استبدال الحمولات الإجمالية والصافية في السجل بالوزن الإجمالي والوزن الصافي، على التوالي، عندما اعتمدت المنظمة البحرية الدولية (IMO) الاتفاقية الدولية لقياس حمولة السفن في 23 يونيو 1969. دخلت لوائح الحمولات الجديدة حيز التنفيذ بالنسبة لجميع السفن الجديدة في 18 يوليو 1982، ولكن تم منح السفن الحالية فترة هجرة مدتها 12 عامًا لضمان منح السفن ضمانات اقتصادية معقولة، حيث يتم فرض رسوم على الموانئ والرسوم الأخرى وفقًا لوزن السفينة. منذ 18 يوليو 1994، كانت الحمولات الإجمالية والصافية، التي لا تحتوي على مؤشرات ذات أبعاد محسوبة من الحجم الكلي المقولب للسفينة ومساحات شحنتها بواسطة الصيغ الرياضية، هي التدابير الرسمية الوحيدة لوزن السفينة.  ومع ذلك، لا يزال يتم استخدام كميات التسجيل الإجمالية والصافية على نطاق واسع في وصف السفن القديمة.